# Chaetexorista palpis
Chaetexorista palpis är en tvåvingeart som beskrevs av Chao 1965. Chaetexorista palpis ingår i släktet Chaetexorista och familjen parasitflugor. Inga underarter finns listade i Catalogue of Life.